# Aymar du Chatenet
Pour les articles homonymes, voir Chatenet (homonymie).
Aymar Descubes du Chatenet, plus connu sous le nom Aymar du Chatenet, né le 28 novembre 1964 à Neuilly-sur-Seine, est un éditeur et auteur.
Après avoir été journaliste à La Cinq, TF1, et M6, il crée, en 2003 la société IMAV éditions qui publie principalement l'intégralité des aventures du Petit Nicolas mais également certaines œuvres de René Goscinny dont Iznogoud et d'autres aventures pour certaines inédites. Il est également l’auteur de plusieurs ouvrages sur René Goscinny, sur sa vie et son œuvre (Astérix, Lucky Luke, Le Petit Nicolas, Iznogoud, Les Dingodossiers...)

## Biographie
Aymar du Chatenet effectue sa scolarité au collège Stanislas à Paris. Titulaire d’une maîtrise en droit, il fait son service national en 1988 au service de presse du Premier ministre.
Il commence sa carrière professionnelle en 1989 à La Cinq, comme reporter pour les journaux télévisés.  
En 1991, il entre à TF1 en tant que journaliste pour l’émission Le Droit de savoir coanimée par Patrick Poivre d’Arvor, Gérard Carreyrou, Charles Villeneuve, Robert Namias et Franz-Olivier Giesbert. Il est également reporter au service société pour les journaux télévisés. 
En 1992, il rejoint le groupe des éditions Tallandier et publie de nombreux articles pour la revue Historia. Il est aussi directeur de collection aux éditions Albin Michel. 
En 1995, il est engagé à M6 comme journaliste pour l’émission Capital présentée par Emmanuel Chain. À partir de 1997, il est rédacteur en chef du magazine télévisuel Zone interdite qui sera couronné par le 7 d’or du meilleur magazine d’information en 2000. Il est nommé directeur adjoint des magazines de l’information de M6 en 2001. 
En 2003, il quitte la télévision pour créer avec sa femme Anne Goscinny, fille de René Goscinny, les éditions IMAV qui publient tous les volumes des Histoires inédites du Petit Nicolas. Voir Anne Goscinny.
- Pour les nombreuses expositions en hommage au Petit Nicolas organisées par IMAV éditions, Aymar du Chatenet a été co-commissaire d’exposition en collaboration (Ville de Cannes, Ville de Sèvres, Mairie de Paris, Mairie du 4e arrondissement de Paris, Fondation Bernardaud, Fondation Louis-Vuitton…)
- En 2017, Aymar du Chatenet devient administrateur de l’Institut René Goscinny. Il organise notamment l’installation de la statue de René Goscinny[3] à Paris inaugurée par la Mairie de Paris. L’Institut offre à la ville d'Angoulême, capitale mondiale de la BD, un obélisque en pierre de 5 mètres de haut,  monument en hommage à Goscinny. Il est commissaire d’exposition de "Goscinny et le cinéma, Astérix, Lucky Luke et Cie" à la Cinémathèque française et conseiller scientifique de "Goscinny, au-delà du rire" au Musée d'Art et d'Histoire du judaïsme. L'institut, grâce au Prix René-Goscinny, apporte son soutien et encourage les scénaristes de bande dessinée.
- Dans un tout autre domaine, en septembre 2019, Aymar du Chatenet a publié une imposante monographie de plus de 600 pages : Nadia Léger, l’histoire extraordinaire d’une femme de l’ombre dont il est l’auteur. Salué par la critique et le milieu de l’art[4], l’ouvrage se présente comme une réhabilitation de celle qui fut la femme de Fernand Léger mais dont l’œuvre est restée jusqu’à ce jour méconnue[5]. Il a notamment collaboré au documentaire « Nadia et Fernand Léger, la face cachée d'un Maître » réalisé par Catherine Aventurier et diffusé sur France 5 (2018)   Il est commissaire de l’exposition, aux côtés de Séverine Berger, « Les couleurs de Nadia » qui a eu lieu au musée de l’Annonciade à Saint-Tropez du 11 juillet au 14 novembre 2021.
- Aymar du Chatenet est co-commissaire de l'exposition « Nadia Léger, une femme d'avant-garde » qui se tient au musée Maillol à Paris, du 8 novembre 2024 au 23 mars 2025.